# Église Saint-Gérard de Wattrelos
L'église Saint-Gérard est une ancienne église catholique de Wattrelos dans le département du Nord, désacralisée depuis le 14 avril 2014.

## Histoire et description
Cette église dédiée à saint Gérard est une église de briques de style néo-gothique. Sa construction a commencé en 1907 sur les fonds et dons de simples paroissiens regroupés en une association Saint-Gérard. Elle a été achevée en 1912. Elle présente un haut clocher en façade flanqué de deux tourelles hexagonales et coiffé d'une haute flèche recouverte  d'ardoises ; au-dessus du portail un tympan triangulaire sculpté montre saint Gérard flanqué de deux anges en bas-relief. Le tympan est surmonté d'une croix en son faîte. L'inscription « St Gérard protégez-nous » se lit sur le linteau. La façade possède une haute verrière en ogive. L'intérieur à trois nefs a conservé ses vitraux d'origine décrivant des épisodes de la vie de saints et de Jésus. On remarque aussi deux fresques dépeignant sainte Bernadette.
À cause de la baisse de la pratique religieuse dans le département du Nord et, en conséquence, du manque de ressources du diocèse, l'évêque de Lille a fermé l'église en février 2012 et elle a été désacralisée en 2014. Le mobilier a été vendu et les objets liturgiques vendus ou bien offerts pour certains à des paroisses pauvres d'Afrique. 
L'église a été cédée en 2017 par le diocèse de Lille pour un euro symbolique à une société civile immobilière propriétaire de l'ancienne église Saint-Louis de Tourcoing pour en faire ici aussi une « cité de l'artisanat », c'est-à-dire un lieu d'apprentissage des métiers du bâtiment pour des jeunes ayant décroché scolairement. Elle échappe ainsi à la démolition.
Les cloches ont été conservées et ne sonnent désormais que les heures. Le nouveau propriétaire s'est engagé à respecter l'aspect extérieur de l'édifice et à conserver le clocher, symbole emblématique du quartier Touquet-Saint-Gérard.
L'association FARLAB valorise les projets de réhabilitation du patrimoine désacralisé en mutation, soit pour le projet sur l'ancienne église Saint Gérard à Wattrelos comme pour l'ancienne église Saint Louis à Tourcoing.